# Hawraman

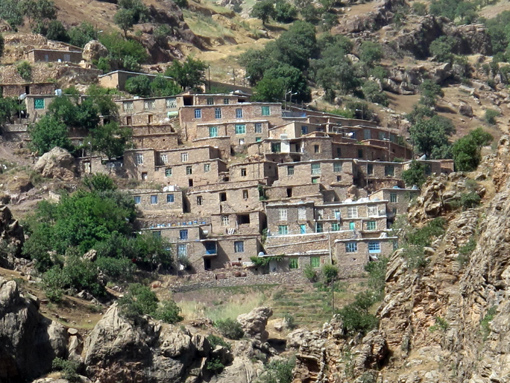
Den kurdiska byn Zhiwar i Hawraman, 2015

Hawraman även skrivet Avroman är ett bergigt område i Zagrosbergen på gränsen mellan Irak och Iran. Huvuddelen av området ligger i de iranska provinserna Kurdistan och Kermanshah.Området bebos huvudsakligen av halvnomadiska kurder som talar hawrami, en dialekt inom den indoiranska språkgruppen gorani.
En del av området upptogs 2021 på Unescos lista över världsarv på grund av det kulturlandskap som har skapats under femtusen år och innehåller byggnadsverk och terrrasserande odlingar. Djur- och växtlivet är rikt och diversifierat och innehåller en rad endemiska arter.